# 藍十字
藍十字足球會A.C.（西班牙語：Cruz Azul Fútbol Club, A.C.）是一支墨西哥职业足球俱乐部，现参加墨西哥足球超级联赛。该俱乐部由蓝十字水泥合作社创建于伊达尔戈州哈索镇（后更名为蓝十字合作市），1971年正式迁至墨西哥城，总部现位于墨西哥城南部霍奇米尔科区的拉诺里亚郊区。
作为墨西哥足坛四大豪门之一，蓝十字以9次联赛冠军位列墨甲历史战绩榜第四位，并斩获4次墨西哥杯、3次墨西哥冠军杯、1次墨西哥超级杯和1次墨西哥联赛超级杯。国际赛场上，俱乐部以6次中北美洲及加勒比海冠军联赛夺冠纪录位居该赛事历史第二，同时是首支闯入南美解放者杯决赛的墨西哥球队（2001年获亚军），并曾问鼎1971年美洲际杯亚军。
俱乐部主场历经变迁，最初使用全国最大的阿兹特克体育场，1996年迁至阿祖尔体育场，22年后于2017-18赛季墨西哥超级联赛结束时重返阿兹特克体育场。2012年，俱乐部官方名称从"蓝十字体育、社会暨文化会A.C."（Club Deportivo, Social y Cultural Cruz Azul A.C.）精简为现名。

## 榮譽
- 國際
  - 北美聯賽盃：2019年
  - 中北美冠：1969年, 1970年, 1971年, 1996年, 1997年, 2014年

- 國家
  - 墨西哥足球超級聯賽：1968–69, 1970, 1971–72, 1972–73, 1973–74, 1978–79, 1979–80, 1997-冬 , Guardianes 2021
  - 墨西哥冠军杯：1969年, 1974年, 2021年